# Aiglun (Alpes-de-Haute-Provence)
Aiglun település Franciaországban, Alpes-de-Haute-Provence megyében. Lakosainak száma 1406 fő (2022. január 1.). Aiglun Barras, Le Chaffaut-Saint-Jurson, Champtercier, Digne-les-Bains, Mallemoisson és Mirabeau községekkel határos.

## Népesség
A település népességének változása:
| Lakosok száma | 174  | 713  | 1011 | 1174 | 1350 | 1384 | 1440 | 1432 | 1420 | 1406 |
|               | 1968 | 1982 | 1990 | 2006 | 2013 | 2015 | 2017 | 2019 | 2020 | 2022 |